# Jacob Georg Christian Adler
Jacob Georg Christian Adler, född 8 december 1756 Arnæs vid Slien, död 22 augusti 1834 i Giekau vid Lütjenburg, var en dansk teolog och orientalist.
Adler var professor i teologi vid Köpenhamns universitet, generalsuperintendent i Slesvig och Holstein, deltog i utarbetandet av en ny kyrkohandbok, författare av en skolordning, och väckte uppmärksamhet genom ett arbete om de syriska översättningarna av Nya Testamentet. Adler var rationalist.